# Mercy Dorcas Otieno
Mercy Dorcas Otieno (* 21. August 1987 in Nairobi, Kenia) ist eine kenianisch-österreichische Schauspielerin.

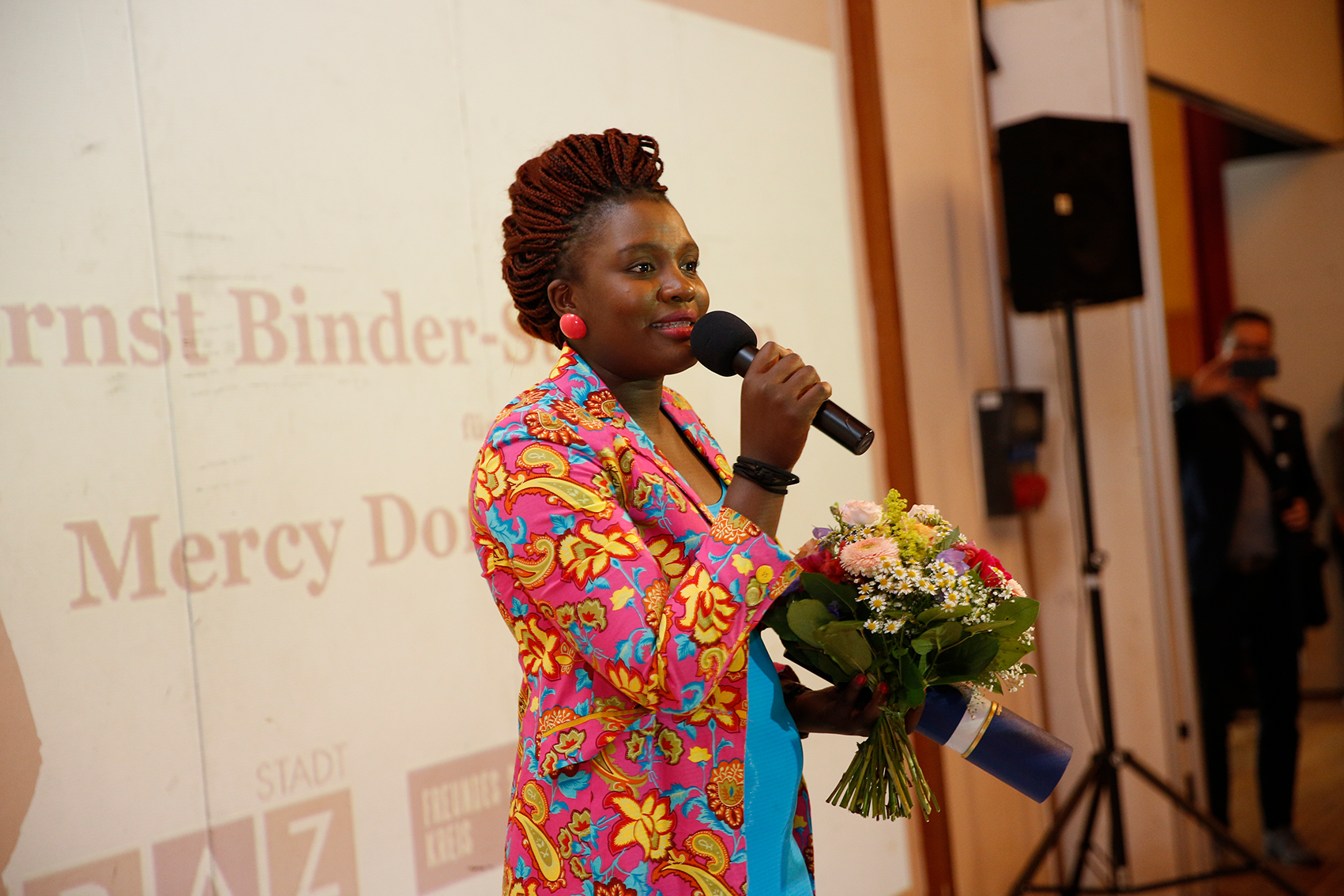
Mercy Dorcas Otieno bei der Verleihung des Ernst Binder-Stipendiums (2017)

## Leben und Schaffen
Otieno studierte Soziologie an der Karl-Franzens-Universität in Graz und ab 2006 arbeitete sie in Deutschland und Österreich als Au-pair. Bereits vor ihrer Schauspiel-Ausbildung hatte Mercy Dorcas Otieno mehrere Engagements am Schauspielhaus Graz sowie am Drama Graz. Weitere Theater-Rollen verkörperte sie nach ihrer Ausbildung am Schauspielhaus Bochum. Von 2013 bis 2017 absolvierte Otieno eine Schauspielausbildung am Max Reinhardt Seminar in Wien. 2021 spielte sie in der Serie Kranitz – Bei Trennung Geld zurück in einer Folge die Hauptrolle der Nyota.

## Privates
Otieno spricht mehrere Sprachen, darunter Swahili und Englisch. Sie lebt in Berlin.

## Filmografie (Auswahl)
- 2020: Unter anderen Umständen: Lügen und Geheimnisse (Fernsehfilm)
- 2021: Kranitz – Bei Trennung Geld zurück (Fernsehserie, Folge 6: Dennis & Nyota – Aber ohne Schürze)
- 2022: Tage, die es nicht gab (Fernsehserie)
- 2022: Der Barcelona-Krimi (Fernsehreihe, Der längste Tag)[8]
- 2023: Tatort: Verborgen (Fernsehreihe)
- 2024: Der Buchspazierer

## Theatrografie (Auswahl)

### Schauspielhaus Graz
- 2010–2011: Reiher
- 2010–2011: Hexenjagd
- 2016–2017: Geächtet
- 2017–2018: Nathan der Weise
- 2017–2018: Broken German
- 2017–2018: Rest of Europe
- 2017–2018: Das alte Testament

### Drama Graz
- 2011–2012: Gott ist ein Deutscher

### Theater am Lend
- 2013: Broken pieces

### Max Reinhardt Seminar
- 2015: Die Heirat

### Schauspielhaus Bochum
- 2019: Alle Jahre wieder
- 2019: Plattform
- 2019: Unterwerfung
- 2019: O Augenblick
- 2019–2020: Hamlet

### Deutsches Theater
- 2023: Prima Facie[9]

## Auszeichnungen und Preise (Auswahl)
- 2017: Ernst-Binder-Preis (Österreich)[10]